# Baldakin
Baldakin, medeltidslatin baldacinum, tyg från Baldak, det vill säga Bagdad, är en fast arkitektur‐ eller möbleringsdetalj, såsom ett tak eller en himmel över en tron, ett altare, en predikstol eller en säng.  Den skjuter ut från en vägg eller bärs upp av pelare. Baldakiner förekommer inom nyare arkitektur som regnskydd över entréer på offentliga byggnader exempelvis biografer och teatrar.
Ursprungligen var en baldakin ett utspänt tak av dyrbar sidenbrokad, som i Orienten bars över förnäma personer som skydd mot solen, senare också i Europa som en hedersbevisning vid kröningar, intåg och liknande. I katolska sammanhang förekommer baldakiner i denna användning ännu vid kyrkliga processioner, där den hålls över prästen, som bär monstransen.

## Bilder

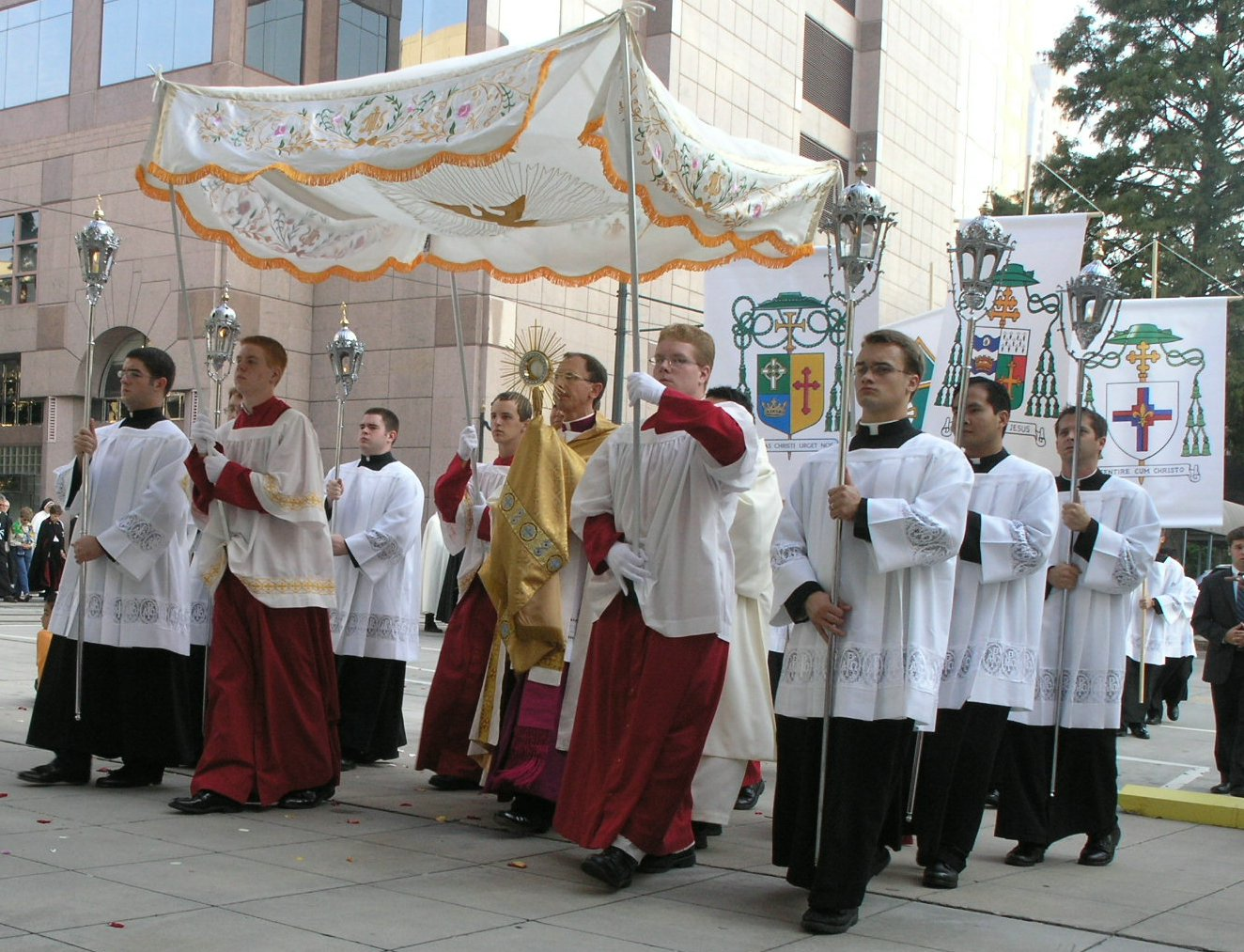
Bärbar baldakin under en sakramentsprocession.
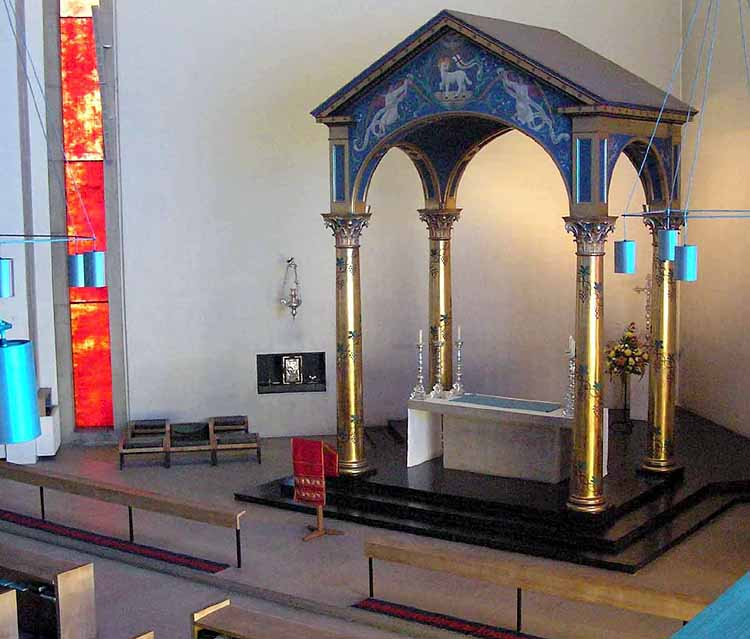
Baldakin i en kyrka.
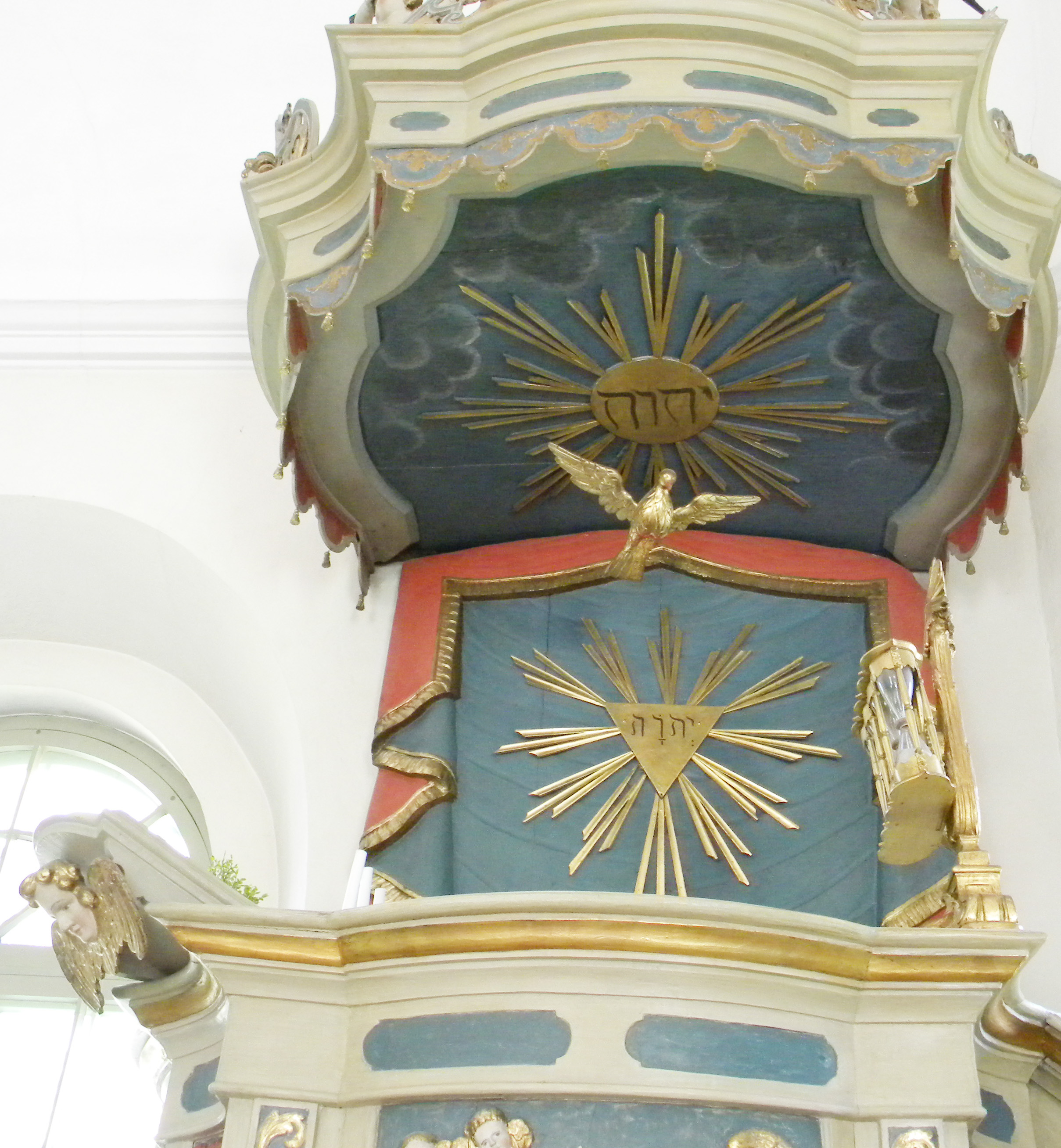
Baldakin över predikstol i Kvarsebo kyrka.
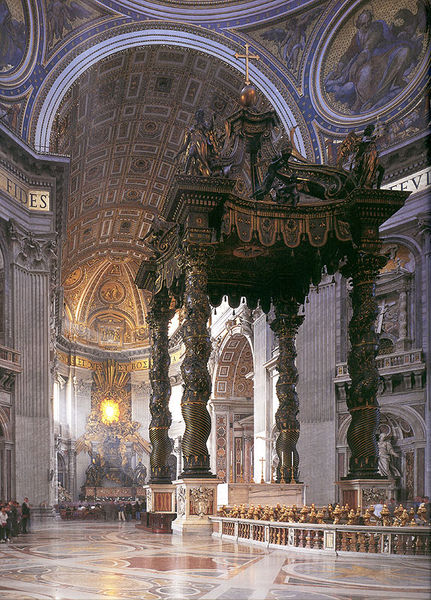
Peterskyrkans baldakin, ritad av Bernini.
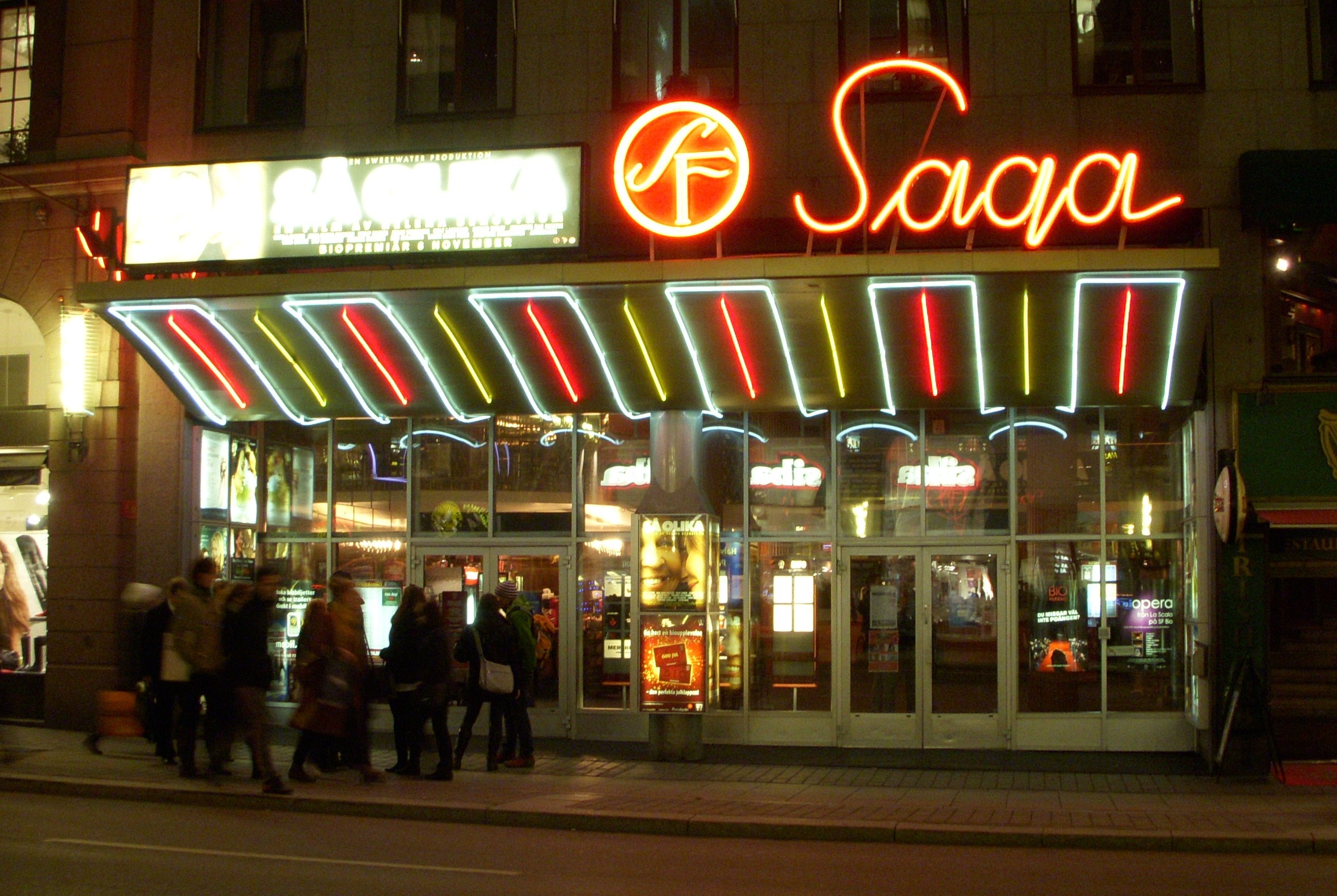
Biografen Sagas baldakin i Stockholm.
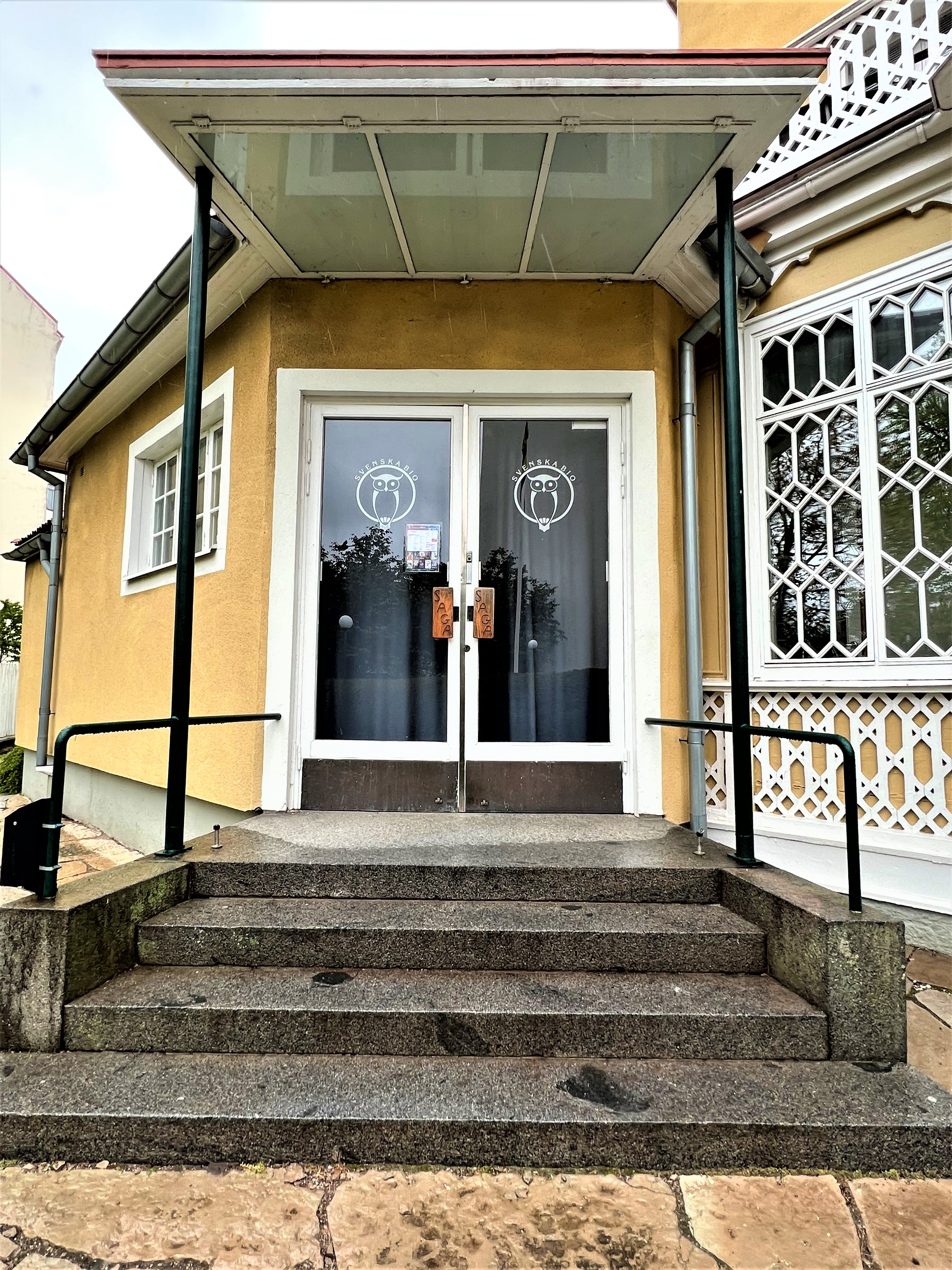
Baldakin ovanför ingången till biografen Saga i Kalmar.